# Hypercallia citrinalis
Hypercallia citrinalis је врста инсекта из реда лептира (Lepidoptera), који припада породици Elachistidae. Некада се сврстава у посебне породице Amphisbatidae или Oecophoridae.

## Опис
Распон крила ове врсте је око 19мм. Hypercallia citrinalis је ноћни лептир који има жута предња крила са мрежом црвено-розе линија. Задња крила су бела. Гусеница је зелнко-сива, са белом дорзалном линијим.

## Распрострањење и станиште
Врста се налази у Европи и Азији (до Сибира). У Србији је присутна у планинском делу земље. Станишта су полуприродни суви травњаци и шикаре на кречњачким супстратима.

## Биологија
Овај ноћни лептир је активан као адулт од маја до јула месеца. Углавном се виђа на свом типичном кречњачком станишту како лети око биљака хранитељки из рода Polygala. Забележене врсте на којима се храни су: Polygala vulgaris и Polygala calcarea.

## Синоними
- Carcina christierella (Hübner, 1825)
- Hypercallia christiernella (Hübner, 1824)
- Hypercallia christiernini (Zeller, 1850)
- Phalaena christiernana Linnaeus, 1767
- Phalaena citrinalis Scopoli, 1763